# نهر فيليكايا
نهر فيليكايا (بالروسية: Вели́кая Velíkaya) هو نهر يقع ببسكوف أوبلاست في روسيا. وهو رافد مهم لبحيرة بيبوس، وبالتالي أحد روافد نهر نارفا.

## جغرافيا
يبلغ طول النهر 430 كم 1 ، يتواجد في المرتفعات الجنوبية لجبال بسكوف، متجهة شمالا عبر مدن أوبوتشكا، وأوستروف، ثم بسكوف، قبل أن تتدفق إلى بحيرة بيبوس.